# Margherita d'Este
Margherita d'Este (Modena, 12 settembre 1618 – Mantova, 12 novembre 1692) fu una nobile, principessa di Modena e Reggio e duchessa consorte di Guastalla.

## Biografia
Era figlia di Alfonso III d'Este, duca di Modena e Reggio dal 1628 al 1629, e di Isabella di Savoia; suoi nonni materni furono Carlo Emanuele I di Savoia e la principessa spagnola Caterina Michela d'Asburgo, figlia di Filippo II di Spagna.
Venne data in sposa a Ferrante III Gonzaga, duca di Guastalla, che sposò il 25 giugno 1647.
Non essendo riuscita Margherita a dare un erede maschio al ducato, alla morte di suo marito Ferrante il titolo passò alla prima figlia Anna Isabella, che divenne duchessa nel 1678 col nome di Isabella I.
Morì a Mantova il 12 novembre 1692.

## Discendenza
Margherita e Ferrante ebbero numerosi figli, ma solo due figlie sopravvissero all'infanzia:
- Isabella (25 luglio 1649-1653);
- Anna Isabella (Guastalla, 12 febbraio 1655-Mantova, 11 agosto 1703), andata sposa a Ferdinando Carlo IV Gonzaga, X duca di Mantova;
- Vincenzo (14 settembre 1656-?), morto in tenera età;
- Maria Vittoria (Guastalla, 9 settembre 1659-Guastalla, 5 settembre 1707), andata sposa a Vincenzo Gonzaga.
- Vincenzo (19 aprile 1661-?), morto in tenera età.

## Ascendenza
|                            |                              |                      | Genitori                       |  |  | Nonni |  |  | Bisnonni       |  |  | Trisnonni        |  |
|                            |                              |                      |                                |  |  |       |  |  | Alfonso d'Este |  |  | Alfonso I d'Este |  |
|                            |                              |                      |                                |  |  |       |  |  | Alfonso d'Este |  |  | Alfonso I d'Este |  |
|                            |                              | Laura Dianti         |                                |  |  |       |  |  | Alfonso d'Este |  |  |                  |  |
| Cesare d'Este              |                              |                      |                                |  |  |       |  |  | Alfonso d'Este |  |  |                  |  |
|                            |                              | Giulia Della Rovere  | Francesco Maria I Della Rovere |  |  |       |  |  |                |  |  |                  |  |
|                            |                              | Giulia Della Rovere  | Francesco Maria I Della Rovere |  |  |       |  |  |                |  |  |                  |  |
|                            |                              | Giulia Della Rovere  | Eleonora Gonzaga Della Rovere  |  |  |       |  |  |                |  |  |                  |  |
| Alfonso III d'Este         |                              | Giulia Della Rovere  |                                |  |  |       |  |  |                |  |  |                  |  |
|                            |                              | Cosimo I de' Medici  | Giovanni dalle Bande Nere      |  |  |       |  |  |                |  |  |                  |  |
|                            |                              | Cosimo I de' Medici  | Giovanni dalle Bande Nere      |  |  |       |  |  |                |  |  |                  |  |
|                            |                              | Cosimo I de' Medici  | Maria Salviati                 |  |  |       |  |  |                |  |  |                  |  |
| Virginia de' Medici        |                              | Cosimo I de' Medici  |                                |  |  |       |  |  |                |  |  |                  |  |
|                            |                              | Camilla Martelli     | Antonio Martelli               |  |  |       |  |  |                |  |  |                  |  |
|                            |                              | Camilla Martelli     | Antonio Martelli               |  |  |       |  |  |                |  |  |                  |  |
|                            |                              | Camilla Martelli     | Fiammetta Soderini             |  |  |       |  |  |                |  |  |                  |  |
| Margherita d'Este          |                              | Camilla Martelli     |                                |  |  |       |  |  |                |  |  |                  |  |
|                            | Emanuele Filiberto di Savoia | Carlo II di Savoia   |                                |  |  |       |  |  |                |  |  |                  |  |
|                            | Emanuele Filiberto di Savoia | Carlo II di Savoia   |                                |  |  |       |  |  |                |  |  |                  |  |
|                            | Emanuele Filiberto di Savoia | Beatrice d'Aviz      |                                |  |  |       |  |  |                |  |  |                  |  |
| Carlo Emanuele I di Savoia | Emanuele Filiberto di Savoia |                      |                                |  |  |       |  |  |                |  |  |                  |  |
|                            |                              | Margherita di Valois | Enrico II di Francia           |  |  |       |  |  |                |  |  |                  |  |
|                            |                              | Margherita di Valois | Enrico II di Francia           |  |  |       |  |  |                |  |  |                  |  |
|                            |                              | Margherita di Valois | Caterina de' Medici            |  |  |       |  |  |                |  |  |                  |  |
| Isabella di Savoia         |                              | Margherita di Valois |                                |  |  |       |  |  |                |  |  |                  |  |
|                            |                              | Filippo II di Spagna | Carlo V d'Asburgo              |  |  |       |  |  |                |  |  |                  |  |
|                            |                              | Filippo II di Spagna | Carlo V d'Asburgo              |  |  |       |  |  |                |  |  |                  |  |
|                            |                              | Filippo II di Spagna | Isabella d'Aviz                |  |  |       |  |  |                |  |  |                  |  |
| Caterina Michela d'Asburgo |                              | Filippo II di Spagna |                                |  |  |       |  |  |                |  |  |                  |  |
|                            |                              | Elisabetta di Valois | Enrico II di Francia           |  |  |       |  |  |                |  |  |                  |  |
|                            |                              | Elisabetta di Valois | Enrico II di Francia           |  |  |       |  |  |                |  |  |                  |  |
|                            |                              | Elisabetta di Valois | Caterina de' Medici            |  |  |       |  |  |                |  |  |                  |  |
|                            |                              | Elisabetta di Valois |                                |  |  |       |  |  |                |  |  |                  |  |